# 聖伯多祿聖保祿主教座堂 (塔林)
聖伯多祿聖保祿主教座堂是位於愛沙尼亞首都塔林的一座羅馬天主教的教堂。大北方戰爭之後，愛沙尼亞天主教信仰復興，聖伯多祿聖保祿教堂就是在這種環境中興建的。教堂修建於1841年，外觀為新古典主義建築。教堂修建之後曾多次翻新，最近一次是在2002至2003年。

## 外部連結
- 维基共享资源上的相關多媒體資源：聖伯多祿聖保祿主教座堂
- Official website （页面存档备份，存于）

59°26′17″N 24°44′55″E / 59.43806°N 24.74861°E